# بیلگیچ (دینار)
بیلگیچ (به ترکی استانبولی: Bilgiç) یک منطقهٔ مسکونی در ترکیه است که در دینار (شهر) واقع شده‌است.